# Factorio
Factorio è un videogioco strategico in tempo reale di stampo gestionale per PC, Mac e Nintendo Switch sviluppato da Wube Software. È stato pubblicato in accesso anticipato nel 2016 per poi essere pubblicato in forma completa il 14 agosto 2020. Lo sviluppo di Factorio, con sede a Praga, è iniziato nel 2012, ed è stato supportato dal crowdfunding dal 2013. Tramite una campagna su Indiegogo è stato raccolto più denaro di quanto fosse previsto dall'obiettivo, e le successive versioni beta sono state vendute su Steam ed altre piattaforme di distribuzione digitale raccogliendo ulteriori fondi. Il 28 ottobre 2022 viene pubblicata la versione per Nintendo Switch.
Il gioco è incentrato su un astronauta che, sopravvissuto allo schianto su un pianeta alieno, deve raccogliere risorse e creare sistemi di produzione industriale al fine di costruire un razzo per lasciare il pianeta stesso; tuttavia, come videogioco a mondo aperto, la fine della trama non coincide necessariamente con la fine del gioco, il quale può essere continuato a piacere anche dopo il raggiungimento dell'obiettivo finale. Può essere giocato in modalità giocatore singolo e multigiocatore.

## Modalità di gioco
Factorio è un gioco di raccolta delle risorse con elementi di strategia in tempo reale e sopravvivenza, che presenta influenze delle mod BuildCraft e IndustrialCraft per il videogioco Minecraft. Il giocatore cerca di sopravvivere individuando e raccogliendo le risorse necessarie a costruire vari strumenti e macchinari, come trivelle e fornaci, che produrranno a loro volta materiali più avanzati proseguendo fino a poter costruire tecnologie e macchine più sofisticate. Il gioco progredisce man mano che il giocatore continua a costruire e gestire il proprio sistema automatizzato imitando una fabbrica, con vaste linee di produzione formate da impianti in cui automatizza l'estrazione, il trasporto, l'elaborazione e l'assemblaggio di risorse e prodotti. Il giocatore può ricercare un elevato numero tecnologie avanzate che consentono la creazione di nuove strutture, oggetti e miglioramenti, partendo dall'automazione di base per giungere infine alla raffinazione del petrolio, ai robot e alle armature potenziate.
L'attuale versione del gioco permette il raggiungimento della vittoria attraverso il lancio di un razzo con satellite, sebbene sia possibile ignorare l'obiettivo raggiunto per continuare a costruire la fabbrica, in quanto Factorio è un videogioco a mondo aperto. La costruzione di un razzo richiede enormi quantità di risorse, motivando il giocatore a creare una fabbrica considerevole ed efficace per raggiungere tale obiettivo.
Factorio consente al giocatore di realizzare la programmazione informatica a tutti gli effetti, non tramite la scrittura di codice, bensì attraverso l'interazione con l'ambiente di gioco mediante l'interfaccia grafica, utilizzando i paradigmi della programmazione ad oggetti, partendo dal concetto di base di classe fino a comprendere altri concetti fondamentali come funzione, design pattern, scalabilità, modularità, astrazione e refactoring,e affrontando nel processo di sviluppo la costante minaccia dei bug, rappresentati dagli imprevedibili nemici dalle fattezze insettoidi (dall'inglese «bug» ovvero "insetto").

### Combattimento
Il giocatore deve difendere se stesso e le proprie costruzioni dalla fauna indigena del pianeta, nota come Biters, alieni che diventano sempre più ostili con l'aumento delle emissioni inquinanti provenienti dagli impianti attivi, delle quali si nutrono, rendendo così necessario mantenere sotto controllo l'equilibrio tra la produzione delle risorse e aggressività dei nemici. Il giocatore può utilizzare torrette difensive, carri armati e altre armi per eliminare i nemici stessi. Mentre il gioco procede, i nemici diventano più numerosi, evoluti e difficili da sconfiggere.

### Multiplayer
La modalità multigiocatore consente alle persone, sia a livello locale che tramite Internet, di giocare insieme in modo cooperativo o l'uno contro l'altro. Factorio supporta sia server dedicati che server di ascolto ospitati dai giocatori. In passato, il gioco utilizzava la connettività peer-to-peer, rimossa dopo lo sviluppo di opzioni più solide. I salvataggi delle partite multigiocatore possono essere caricati anche in modalità giocatore singolo. Per impostazione predefinita, tutti i giocatori se un server condividono le tecnologie, a meno che un sistema di più squadre non sia stato istituito dall'host del server stesso. Il fuoco amico è presente. Seppur il limite ufficiale per il numero di giocatori connessi sia di 65.535, i server più popolari sono stati in grado di gestire al massimo 400 giocatori.
A partire dalla versione 0.15 del gioco, i giocatori possono condividere i progetti di costruzione con altri giocatori sul proprio server, tramite una biblioteca di progetti pubblici.

### Space Age
Il DLC Factorio Space Age continua le vicende di Factorio dopo il lancio del primo razzo. Aggiunge 4 nuovi pianeti (Vulcanus, Fulgora, Gleba e Aquilo), nuove meccaniche, nuove costruzioni e nuovi nemici.

La missione introduttiva, dove a seguito dello schianto il protagonista deve recuperare i primi materiali utili dai detriti della sua astronave.

### Campagna
La modalità Campagna propone una serie di tutorial e di missioni i cui obiettivi accompagnano il giocatore attraverso la trama del gioco.

### Editor
La modalità Editor consente al giocatore di plasmare il mondo di gioco nei minimi dettagli.

### Mod
Il gioco è stato progettato per essere personalizzabile tramite mod per aggiungere contenuti aggiuntivi, come modifiche al gameplay o alle texture degli elementi visivi. Gli sviluppatori hanno offerto agli sviluppatori di mod un portale online sul sito ufficiale di Factorio per ospitare le loro creazioni. Per aiutare a supportare la community di modding, il gioco contiene un manager che consente ai giocatori di scaricare velocemente le mod connettendosi automaticamente al portale. Le modifiche al gioco possono essere scritte in Lua.

## Sviluppo
Il gioco è stato creato da un team di sviluppatori di Praga a partire dalla metà del 2012. Il team, composto inizialmente da una singola persona, si è notevolmente ingrandito nel tempo. Wube Software è stata fondata in settembre 2014 da Michal Kovařík e Tomáš Kozelek a Praga, in Repubblica Ceca. Per finanziare il gioco, il team di sviluppo ha creato una campagna su Indiegogo, che è iniziata il 31 gennaio 2013 e si è conclusa il 3 marzo 2013. La campagna ha raccolto 21.626 €, rispetto all'obiettivo iniziale di 17.000 €. Dopo il successo del crowdfunding, Wube ha venduto le versioni beta del gioco per raccogliere ulteriori fondi. Gli sviluppatori riconoscono il trailer della versione di aprile 2014 del gioco come responsabile significativo di tali vendite. A partire da luglio 2017, il team è composto da 15 membri.
Uno dei designer del gioco ha citato le mod di Minecraft IndustrialCraft e BuildCraft come ispirazioni durante lo sviluppo del gioco.
Il gioco è stato pubblicato in versione beta su Steam il 25 febbraio 2016, e nel 2017 gli sviluppatori hanno annunciato di puntare ad un'uscita della versione completa per l'estate del 2018, ma per la grande quantità di implementazioni successive la data non è stata rispettata. La pubblicazione della versione ufficiale è stata annunciata per il 14 agosto 2020. La data inizialmente pianificata era il 25 settembre 2020, ma è stata anticipata di poco più di un mese per non entrare in competizione con la pubblicazione di Cyberpunk 2077.
Factorio è stato sviluppato in modo da poter riprodurre il Gioco della vita di Conway, come affermato dagli sviluppatori stessi nel trailer ufficiale. Potendo realizzare automi cellulari, Factorio ha le potenzialità di una macchina di Turing universale: in altre parole, ogni cosa che può essere elaborata algoritmicamente può essere elaborata anche nel contesto del gioco, rendendolo di fatto Turing equivalente.

## Accoglienza
Sin dalla pubblicazione della versione beta, Factorio ha ricevuto recensioni positive da parte della critica, in particolare Rock, Paper, Shotgun ed Eurogamer.
Negli Steam Awards del 2018, il gioco è stato votato dagli utenti Steam come secondo classificato nella categoria "Most Fun with a Machine".
Nel 2020, Factorio ha superato i 2 milioni di copie vendute.

## Influenza culturale
Il Neobuthus factorio è una specie di scorpione della famiglia Buthidae scoperta in Somaliland: è stata chiamata come il gioco da uno dei ricercatori, František Kovařík, che per primo ha descritto la specie, e che è padre di uno degli sviluppatori, Michal "Kovarex" Kovařík.